# Velaviejo
Velaviejo es una localidad deshabitada del municipio de Valdemierque, en la comarca de Tierra de Alba, provincia de Salamanca, España. 

## Toponimia
Su nombre deriva de Vela Vieyo, denominación con la que viene registrado en 1224.

## Historia
La fundación de Velaviejo se remonta a la Edad Media, obedeciendo a las repoblaciones efectuadas por los reyes leoneses en la Alta Edad Media, que lo ubicaron en el cuarto de Allende el Río de la jurisdicción de Alba de Tormes, dentro del Reino de León.
Con la creación de las actuales provincias en 1833, Velaviejo, considerado ya una alquería despoblada perteneciente a Valdemierque, quedó encuadrado en la provincia de Salamanca, dentro de la Región Leonesa.

## Demografía
Velaviejo se encuentra actualmente despoblado, no habiéndose registrado oficialmente habitantes en él en todo el siglo XXI.